# جيرالدين اندروز
جيرالدين اندروز (بالإنجليزية: Geraldine Andrews)‏ هي قاضية بريطانية، ولدت في 19 أبريل 1959.